# Dagmar Neubauer
 Dagmar Neubauer (née:Rübsam; Suhl, 6 de outubro  de 1962) é uma ex-velocista da Alemanha Oriental, medalhista olímpica, ex-recordista mundial e bicampeã mundial do revezamento 4x400 metros.
Conquistou o primeiro ouro no Campeonato Mundial de Atletismo de 1983 em Helsinque, Finlândia, junto com Sabine Busch, Gesine Walther e Marita Koch. Quatro anos depois, no Mundial de Roma 1987, ganhou mais uma medalha de ouro com o 4x400 m formado por ela, Kirsten Emmelmann, Petra Müller e Sabine Busch. Então recordistas mundiais e favoritas à medalha de ouro olímpica em Seul 1988, as alemães ficaram apenas com uma medalha de bronze; as duas primeiras colocadas, União Soviética e Estados Unidos, quebraram o recorde mundial da prova que pertencia às alemães-orientais.
Neubauer participou de dois recordes mundiais do 4x400 metros. O primeiro em setembro de 1982, em Atenas, 3:19:.04, com Emmelmann, Busch e Koch; o segundo, em junho de 1984, com Busch,  Walther e Koch em Erfurt, na Turíngia, marcando 3:15:92. Esta era a marca que foi superada  pelas russas em Seul – e pelas norte-americanas, medalhas de prata –  mas é ainda hoje a terceira melhor marca da história para a prova.